# Milan Dimun
Milan Dimun (ur. 19 września 1996 w Koszycach) – słowacki piłkarz występujący na pozycji pomocnika. Od 1 lipca 2016 roku zawodnik Cracovii.

## Statystyki
(aktualne na dzień 1 stycznia 2019)
| Klub               | Sezon              | Liga               | Liga  | Liga   | Puchar kraju | Puchar kraju | Suma  | Suma   |
| Klub               | Sezon              | Liga               | Mecze | Bramki | Mecze        | Bramki       | Mecze | Bramki |
| ------------------ | ------------------ | ------------------ | ----- | ------ | ------------ | ------------ | ----- | ------ |
| FC VSS Košice      | 2014/15            | Fortuna Liga       | 15    | 1      | 2            | 0            | 17    | 1      |
| FC VSS Košice      | 2015/16            | DOXXbet liga       | 25    | 5      | 2            | 1            | 27    | 6      |
| FC VSS Košice      | Ogólnie            | Ogólnie            | 40    | 6      | 4            | 1            | 44    | 7      |
| Cracovia           | 2016/17            | Ekstraklasa        | 6     | 0      | 1            | 0            | 7     | 0      |
| Cracovia           | 2017/18            | Ekstraklasa        | 19    | 3      | 1            | 0            | 20    | 3      |
| Cracovia           | 2018/19            | Ekstraklasa        | 16    | 0      | 1            | 0            | 17    | 0      |
| Cracovia           | Ogólnie            | Ogólnie            | 41    | 3      | 3            | 0            | 44    | 3      |
| Ogólnie w karierze | Ogólnie w karierze | Ogólnie w karierze | 81    | 9      | 7            | 1            | 88    | 10     |

## Sukcesy

### Cracovia
- Puchar Polski: 2019/2020
- Superpuchar Polski: 2020